# Les Vertes Collines de la Terre
Les Vertes Collines de la Terre (titre original : The Green Hills of Earth) est une nouvelle de Robert Heinlein publiée pour la première fois dans le journal The Saturday Evening Post le 8 février 1947 (en 1967 en français par OPTA) et faisant partie de l’Histoire du futur. 
Le titre fait référence au récit biographique Les Vertes Collines d'Afrique d'Ernest Hemingway, paru en 1935 .

## Résumé
Rhysling est un aventurier de l'espace qui a beaucoup bourlingué entre Terre et Lune, entre Mars et Jupiter, entre Uranus et Neptune. Il est connu, aussi et surtout, pour ses talents de poète et conteur spatial. En effet, à la suite d'un accident dans une chaudière nucléaire qui l'a rendu aveugle, il a écrit les plus beaux poèmes sur l'épopée spatiale : Les Chants des lignes de l'Espace, Haut et Loin, Ohé du vaisseau !, Un scaphandre spatial fait pour deux, etc. 
Mais son chant le plus grand, le plus beau, le plus lyrique, le plus poétique, c'est bien sûr Les Vertes Collines de la Terre, qu'il a réalisé à la fin de sa vie durant son retour sur Terre, alors qu'il colmatait seul un réacteur nucléaire qui menaçait d'exploser…

## Éditions en français
- dans Histoire du futur (Tome 1),  OPTA, coll. Club du livre d'anticipation no 10, 1967.
- dans Histoires de cosmonautes, Le Livre de poche no 3765, coll. La Grande Anthologie de la science-fiction (Tome 3), 1974 (rééd. 1975, 1976, 1984 et 1986).
- dans Histoire du futur (Tome 2), Les Vertes Collines de la Terre, Presses-Pocket/Pocket, coll. Science-fiction no 5063, 1979 (rééd. 1989)
- dans Histoire du futur (Tome II), Les Vertes Collines de la Terre, Gallimard, coll. Folio SF no 208, 2005.